# Ebbinghausen (Lichtenau)
Ebbinghausen is een plaats in de Duitse gemeente Lichtenau (Westfalen), deelstaat Noordrijn-Westfalen, en telt 248 inwoners (2007).

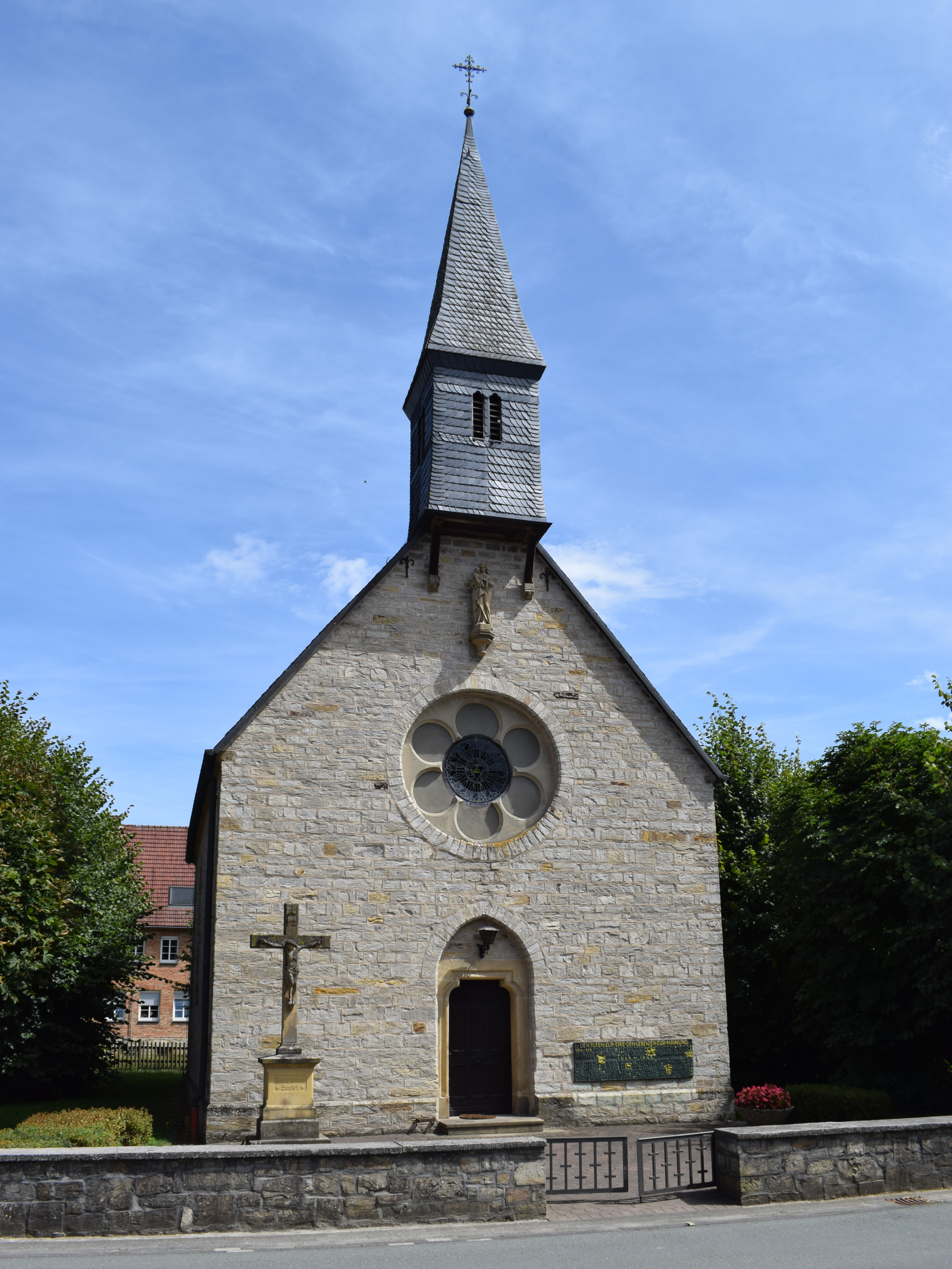
Kapel